# Cauchy-à-la-Tour
Cauchy-à-la-Tour (Nederlands: Turringhem) is een gemeente in het Franse departement Pas-de-Calais (regio Hauts-de-France). De plaats maakt deel uit van het arrondissement Béthune. Cauchy-à-la-Tour telde op 1 januari 2022 2.645 inwoners.
De gemeente is de geboorteplaats van Philippe Pétain, maarschalk van Frankrijk.

## Geografie
De oppervlakte van Cauchy-à-la-Tour bedroeg op 1 januari 2022 3,13 vierkante kilometer; de bevolkingsdichtheid was toen 845 inwoners per km².

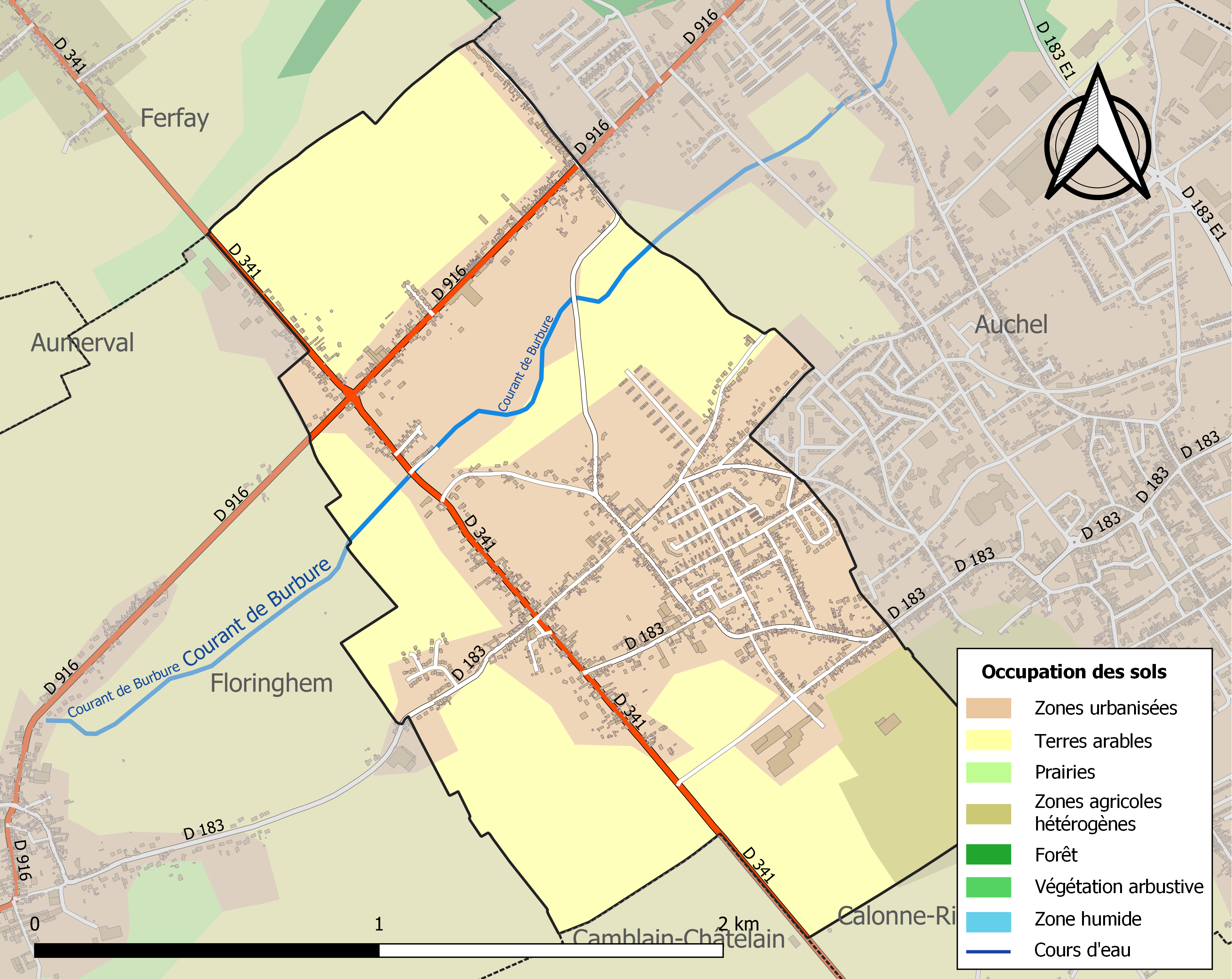
Kaart van de gemeente met belangrijkste infrastructuur, bodemgebruik en omliggende gemeenten

## Demografie
Onderstaande figuur toont het verloop van het inwonertal (bron: INSEE-tellingen).